# ألكسندر فورد
ألكسندر فورد (بالبولندية: Aleksander Ford) هو كاتب سيناريو ومخرج إسرائيلي وأمريكي وبولندي، ولد في 24 نوفمبر 1908 في كييف في أوكرانيا، وتوفي في 4 أبريل 1980 في فلوريدا في الولايات المتحدة. أقدم على الأنتحار عام 1980 في نابولي.

## وصلات خارجية
- ألكسندر فورد على موقع IMDb (الإنجليزية)
- ألكسندر فورد على موقع مونزينجر (الألمانية)
- ألكسندر فورد على موقع ألو سيني (الفرنسية)
- ألكسندر فورد على موقع أول موفي (الإنجليزية)
- ألكسندر فورد على موقع قاعدة بيانات الأفلام السويدية (السويدية)
- ألكسندر فورد على موقع قاعدة بيانات الفيلم (الإنجليزية)
- ألكسندر فورد على موقع كينوبويسك (الروسية)